# بيت جونسون (ملحن)
بيت جونسون (بالإنجليزية: Pete Johnson)‏ هو ملحن وعازف بيانو وطبال أمريكي، ولد في 25 مارس 1904 في كانساس سيتي في الولايات المتحدة، وتوفي في 23 مارس 1967 في بوفالو في الولايات المتحدة بسبب سكتة.

## وصلات خارجية
- بيت جونسون على موقع IMDb (الإنجليزية)
- بيت جونسون على موقع الموسوعة البريطانية (الإنجليزية)
- بيت جونسون على موقع ميوزك برينز (الإنجليزية)
- بيت جونسون على موقع أول ميوزيك (الإنجليزية)
- بيت جونسون على موقع ديسكوغز (الإنجليزية)